# Parco marino di Punta degli Infreschi
Parco marino di Punta degli Infreschi este o arie protejată (arie specială de conservare — SAC, sit de importanță comunitară — SCI, arie de protecție specială avifaunistică — SPA) din Italia întinsă pe o suprafață de 4.914 ha, integral marine.

## Localizare
Centrul sitului Parco marino di Punta degli Infreschi este situat la coordonatele 39°59′32″N 15°22′24″E / 39.992222°N 15.373333°E.

## Înființare
Situl Parco marino di Punta degli Infreschi a fost declarat sit de importanță comunitară în mai 1995 pentru a proteja 16 specii de animale. Alte tipuri de protecție:
- arie de protecție specială avifaunistică (în aprilie 2004)[3]
- arie specială de conservare (în mai 2019)[2][4][5]

## Biodiversitate
Situată în ecoregiunea mediteraneană, aria protejată conține 4 habitate naturale: Peșteri marine scufundate complet sau parțial, Recifuri, Straturi cu Posidonia (Posidonion oceanicae), Bancuri de nisip acoperite în permanență slab de apă marină.
La baza desemnării sitului se află mai multe specii protejate:
- păsări (14): pescăruș albastru (Alcedo atthis), Calonectris diomedea, chirighiță neagră (Chlidonias niger), pescăriță râzătoare (Gelochelidon nilotica), Larus argentatus, Larus audouinii, pescăruș sur (Larus canus), Larus genei, pescăruș râzător (Larus ridibundus), Mergus serrator, Numenius phaeopus, Phalacrocorax carbo sinensis, chiră mică (Sternula albifrons), chiră de mare (Thalasseus sandvicensis)
- mamifere (1): delfin mare (Tursiops truncatus)
- pești (1): Petromyzon marinus

Pe lângă speciile protejate, pe teritoriul sitului au mai fost identificate 6 specii de plante, 8 specii de nevertebrate, 3 specii de pești.